# Seldjoukides
Pour les articles homonymes, voir Turcs.
Les Seldjoukides, Seljoukides ou Saljûqides sont les membres d'une dynastie turcique qui a émigré du Turkestan vers le Moyen-Orient avant de régner sur l'Iran, puis sur un vaste domaine comprenant l'Irak actuel et l'Anatolie orientale entre le milieu du XIe siècle et le XIIIe siècle.
À la fin du XIe siècle, l'Empire seldjoukide comprenait l'Anatolie, le Levant, le Moyen-Orient, ainsi que la Perse.

## Origines
Famille issue des turques oghouze des Kınık (en) vivant à l'origine au nord de la mer d'Aral, les Seldjoukides régnèrent sur le royaume des Oghouzes (turc Oğuz) à partir de 990. Ils portaient le titre de « Yabgu » et leur territoire s'étendait sur environ un million de kilomètres carrés. Cette famille qui, auparavant, avait possédé le beylik de la maison des Kınık fournissait le chef héréditaire de cet État, chef qui portait le titre de « subaşı ». Le subaşı Dukak Bey, tué vers 903, avait été remplacé par Selcuk (Seldjouk) Beg, chef éponyme de la dynastie. Les Seldjoukides se convertirent au sunnisme vers 985, au moment où ils migrèrent vers le sud sous la conduite d'un chef nommé Seldjouk, et devinrent une forte puissance militaire. Ils s'emparèrent tout d'abord du Khorassan, une province de l'Est de l'Iran auparavant gouvernée par les Ghaznévides, et poursuivirent leur conquêtes à partir de cette base. En 1037, le petit-fils de Seldjouk, Tuğrul Beg, se proclama sultan de Nishapur, prit le contrôle de l'Afghanistan puis de l'Iran avant de s'emparer de Bagdad en 1055, libérant le calife abbasside de la pression chiite de la dynastie des émirs Bouyides. Celui-ci confirma son titre de sultan.

## Arbre de succession des sultans seldjoukides

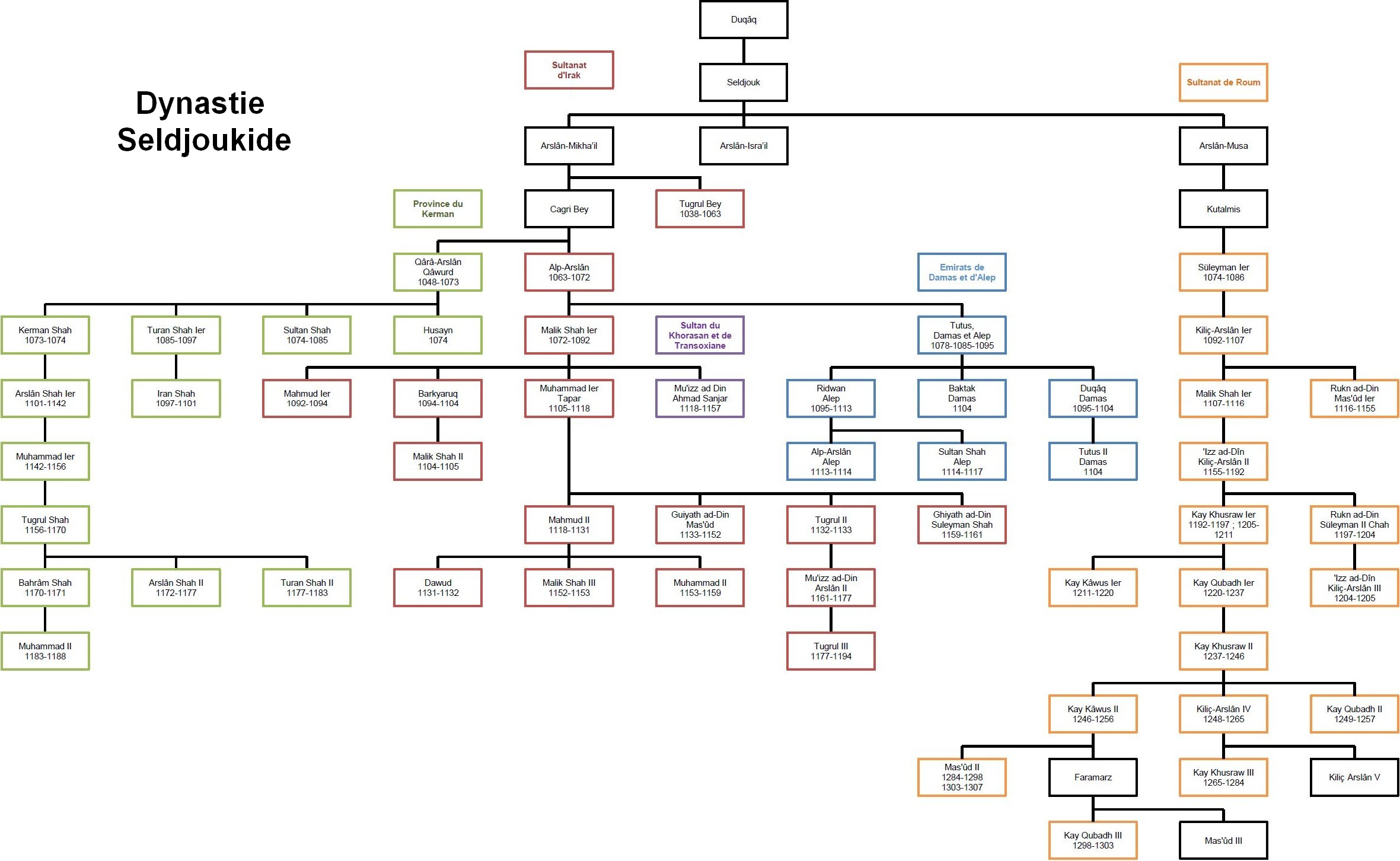

### Première branche: les grands Seldjoukides (1037-1118)

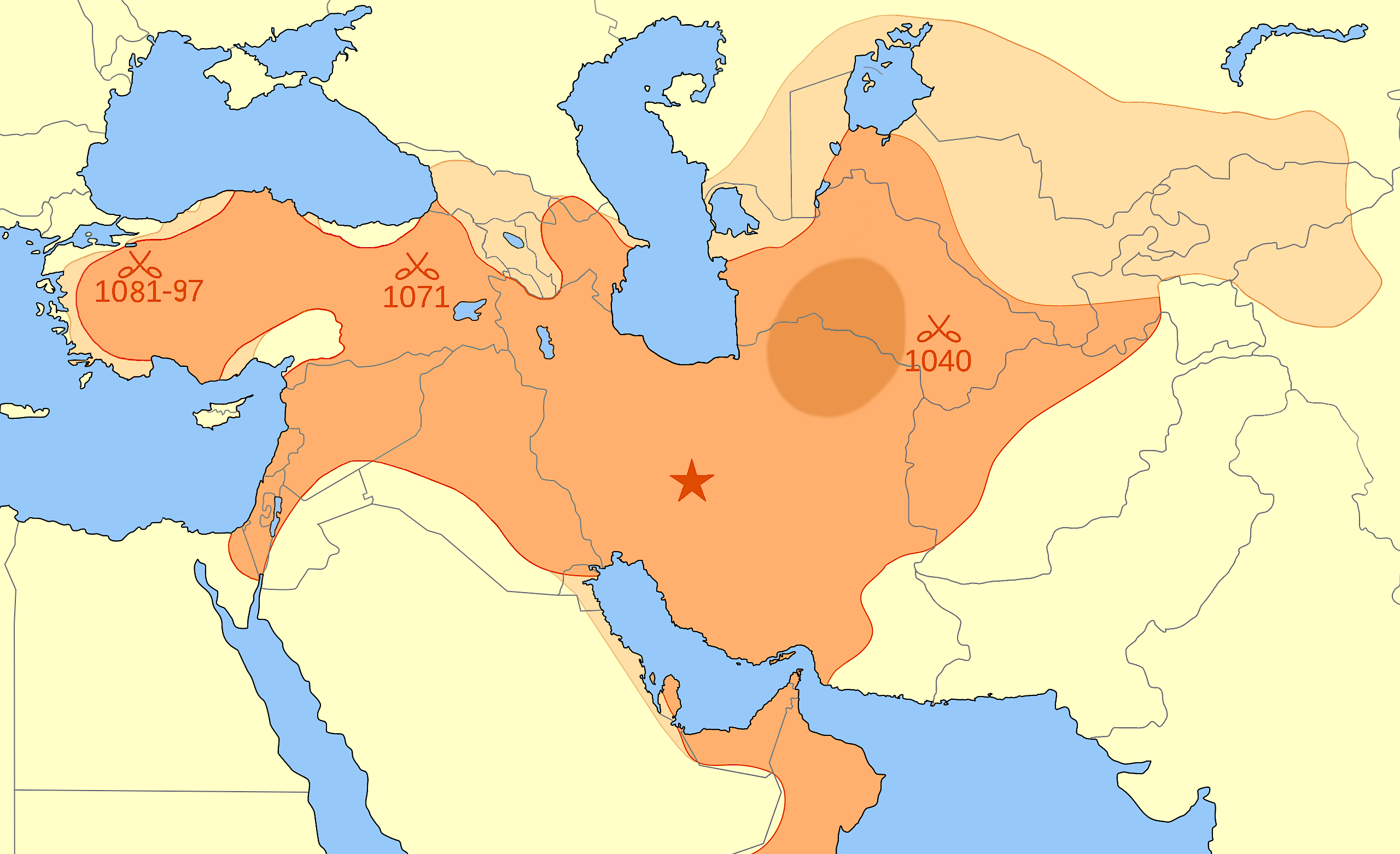
L'Empire seldjoukide à son apogée, à la mort de Malik Shah I^{er} en 1092.

- Tughrul Ier Beg (1037-1063), premier sultan de la dynastie
- Alp Arslan Ier (1063-1072)
- Malik Chah Ier (1072-1092)
- Mahmud Ier (1092-1094)
- Barkyaruk (1094-1104)
- Malik Chah II (1104-1105)
- Muhammad Ier Tapar (1105-1118)

#### Au Khorasan et en Transoxiane (1118-1157)
- Mu`izz ad-Dîn Ahmad Sanjar (1118-1157)

#### En Irak (1118-1194)
- Mahmud II (1118-1131)
- Dawud (1131-1132)
- Tuğhrul II (1132-1133)
- Ghiyath ad-Dîn Mas`ûd (1133-1152)
- Malik Shah III (1152-1153)
- Muhammad II (en) (1153-1159)
- Ghiyath ad-Din Suleyman Shah (1159-1161)
- Mu'izz ad-Din Arslan II (1161-1177)
- Tuğhrul III (1177-1194)

### Deuxième branche: les Seldjoukides du Kerman (1041-1187)
Le Kerman est une province du sud de l'Iran.
- Qârâ-Arslân Qâwurd (1041-1073)
- Kerman Shah (1073-1074)
- Husayn (1074)
- Sultan Shah (1074-1075)
- Turan Shah Ier (1084-1096)
- Iran Shah (en) (1096-1101)
- Arslân Shah Ier (en) (1101-1142)
- Muhammad Ier (1142-1156)
- Tuğrul Shah (1156-1169)
- Bahrâm Shah (1169) (premier règne)
- Arslân Shah II (1169-1171) (premier règne)
- Bahrâm Shah (1171-1173) (deuxième règne)
- Arslân Shah II (1173-1176) (deuxième règne)
- Bahrâm Shah (1176) (troisième règne)
- Muhammad II (1176) (premier règne)
- Arslân Shah II (1176-1177) (troisième règne)
- Turan Shah II (1177-1183)
- Muhammad II (en) (1183-1187) (second règne)

### Troisième branche: les Seldjoukides de Syrie (1078-1117)
- Tutuş Ier (1078 à Damas puis en 1085 à Alep-1095)

#### À Damas
- Dukak (1095-1104)
- Tutuş II (1104)
- Baktak (1104)

#### À Alep
- Ridwan (1095-1113)
- Alp Arslan (1113-1114)
- Sultan Shah (1114-1117)

### Quatrième branche: Les Seldjoukides de Rum ou d'Anatolie (1074-1308)
- Süleyman Ier Shah (1074-1086)
- Période de transition (1086-1092)
- Kılıç Arslan Ier (1092-1107)
- Malik Shah Ier (1107-1116)
- Mas`ûd Ier (1116-1155)
- Kılıç Arslan II (1155-1188)
- Malik Chah II (1188-1192)

Les Seldjoukides de Rum, vers 1190

Sultanat de Roum et Empire latin de Constantinople, vers 1210

Sultanat de Roum, extension 1100-1243

- Kay Khusraw Ier (1192-1196) (premier règne)
- Süleyman II Shah (1196-1204)
- Kılıç Arslan III (1204-1205)
- Kay Khusraw Ier (1205-1210) (second règne)
- Kay Kâwus Ier (1210-1219)
- Kay Qubadh Ier (1219-1237)
- Kay Khusraw II (1237-1246)
- Kay Kâwus II (1246-1256)
- Kılıç Arslan IV (1248-1265)
- Kay Qubadh II (1249-1257)
- Kay Khusraw III (1265-1284)
- Mas`ûd II (1284-1298) (premier règne)
- Kay Qubadh III (1298-1303)
- Mas`ûd II (1303-1307) (second règne)
- Mas'ûd III (1307-1308, règne incertain)
- Kiliç Arslan V (1310-? règne incertain)

## Arbre généalogique
- Tuqaq, (v.880 - ?);
  - Seldjouk, (901 - 1007/9), Beg;
    - Isra`il,
    - Mikha'îl, , Beg;
      - Chaghri Beg, (989 - 1060);
        - Alp Arslan, (20/1/1029 - 24/11/1072), sultan en 1063;
          - Malik-Shah, (16/8/1055 - 19/11/1092), sultan en 1072;
            - Barkyaruq, (v.1080 - 2/12/1104), sultan en 1092;
              - Malik Chah, (1099 - 1105), sultan en 1104;

            - Muhammad, (21/1/1082 - 5/4/1118), sultan en 1104;
              - Mahmud II, (1105 - 10/9/1131), sultan en 1118;
                - Dawud, (v.1125 - 1142/3), sultan en 1131;
                - Alp Arslan, (v.1126 - ap.1146);
                - Malik Shah III, (v.1128 - 25/3/1160), sultan de 1152 à 1153;
                - Muhammad II, (4/1128 - 12/1159), sultan en 1153;
                - Farrukh Shah
                - Ala al-Daula Ata Khan
                - Gawhar Nasab Khatun
                - Turkan Khatun
                - Zinat Khatun
                - Zumurrud Khatun

              - Mas'ud, (v.1107 - 10/10/1152), sultan en 1134;
                - Gawhar Hatun, (10/1136 - ?);
                - Malik-Shah, (1139 - ?);

              - Toghrul II, (v.1109 - 24/10/1134), sultan en 1132 ;
                - Arslan Shah, (1133 - 1176), sultan en 1160 ;
                  - Toghrul III, (1169 - 19/3/1194), sultan en 1176 ;
                    - Malik Berqyaruq ;
                    - Alp Arslan ;
                    - Shams Malika Khatun, épouse de Muzaffar al-Din Uzbek puis de Jalal ad-Din ;

              - Suleiman-Shah, (10/1117 - 13/3/1161), sultan en 1159 à 1160 ;
                - Sanjar-Shah, (v.1140 - ?) ;

              - Saljuk-Shah
              - Fatimah Khatun, (v.1118 - 9/1147), épouse d'Al-Muqtafi ;

            - Ahmad Sanjar, (6/11/1086 - 8/5/1157), sultan en 1118 ;
              - Mah-i Mulk Khatun, (1105 - 1122), épouse de Mahmud ;
              - Amir Sitti Khatun, épouse de Mahmud ;
              - Amira Khatun, (v.1112 - v.1135), épouse d'Al-Mustarchid ;
              - Gawhar Khatun, (v.1120 - ?), épouse de Ghiyath ad-Din Mas'ud ;

            - Mahmud, (1088 - 10/1094), sultan en 1192 ;
            - Ahmed
            - Dawud
            - Tughril
            - Amir Khumarin
            - Abdul Qasim
            - N;
            - N;
            - Mah-i Mulk Khatun, (v.1070-1089), épouse d'Al-Muqtadi;
            - Sitara Khatun
            - Terken Khatun
            - Salkim Khatun
            - Safiya Khatun
            - Gawhar Khatun, (v.1070 - ?), épouse de Mas'ud III ;
            - Ismah Khatun, (v.1085 - ap.1109), épouse d'Al-Mustazhir ;
            - Ne;
            - Ne;
            - Ne;

          - Tutush, (v.1053 - 15/2/1095), sultan d'Alep en 1094 ;
            - Ridwan, (v.1077 - 10/12/1113), sultan d'Alep en 1095 ;
              - Alp Arslan al-Akhras, (1097 - 1114), sultan en 1113 ;
              - Malik Shah
              - Mubarak Shah
              - Sultan Shah, (1108 - ap.1123), émir d'Alep de 1114 à 1118 ;
              - Farkhunda Khatun
              - Amina Khatun, (v.1100 - ap.1117) ;

            - Duqaq, (v.1080 - 8/6/1104), sultan de Damas en 1195 ;
              - Tutush II, (v.1103 - 1104/5), émir de Damas en 1104 ;

            - Baktak, (v.1092 - 1104), émir de Damas ;

          - Bori-Bars
          - Ayaz
          - Toghan-Shah, (v.1054-1192), émir du Khorasan en 1083 ;
          - Arslan-Shah
          - Tekish
          - Sifri Khatun, (v.1155/60 - ?), épouse d'Al-Muqtadi ;
          - Aisha Khatun
          - Zulaikha Khatun
          - Sara Khatun
          - Ne;
          - Ne;

        - Qavurt, (v.1140-1073) ;
        - Yaquti
        - Suleiman
        - Bahram-Shah
        - Ilyas
        - Uthman
        - Khadija Arslan Khatun, (v.1142 - ap.1075), épouse d'Al-Qa'im puis d'Ali ibn Faramurz ;
        - Gawhar Khatun
        - Safiya Khatun

      - Toghrul, (993 - 4/10/1063) sultan en 1038 ;

    - Mûsâ, ;
    - ? Yûnus